# FK 03 Pirmasens
Pour les articles homonymes, voir FKP.
Maillots
Le FK 1903 Pirmasens (FKP) est un club allemand de football basé à Pirmasens.

## Histoire du club

### Historique
- 1903 : fondation du club sous le nom de TV Pirminia Pirmasens
- 1914 : le club est renommé FC Pirmasens
- 1927 : le club est renommé FK 1903 Pirmasens

### Histoire
En 1911, quatre membres du club achètent un terrain de 2 400 mètres² pour y faire construire un stade (la brasserie Park & Bellheimer accordant un prêt de 20 000 ℳ pour financer le projet, l'association devant en contrepartie acheter annuellement 30 000 litres de bière à la brasserie). Le Stadion an der Zweibrücker Straße ouvre ses portes en 1912. Il est inauguré le 25 avril 1912 lors d'une défaite 4-3 en amical du FK Pirmasens contre les suisses du BSC Old Boys.
En 1939, la ville de Pirmasens doit être évacuée, le FK Pirmasens devant alors déménager à Kaiserslautern. À la fin de la Seconde Guerre mondiale, les tribunes et le club-house sont détruits et l'aire de jeu jonchée de cratères de bombes. Les dégâts sont rapidement réparés, afin que le club puisse à nouveau jouer ses matchs à domicile dans l'Oberliga Südwest.
Dans les années 1970, le club, endetté de 800 000 marks, doit vendre le Stadion an der Zweibrücker Straße à la ville (environ 2 millions de marks) afin d'éviter la faillite. Le stade est progressivement abandonné, fermé puis démoli en 2003 pour laisser place à l'agrandissement de la société voisine, Kömmerling. Le FK Pirmasens fait ses adieux lors de matchs amicaux contre le FC Kaiserslautern, le Werder Brême et l'équipe nationale albanaise. Durant les travaux de démolition, une bombe aérienne de plus de 220 kg est découverte sous la tribune principale.
Il déménage ensuite au Sportpark Husterhöhe.